# Edmond Halley
Edmond Halley néha „Edmund”, (Haggerston, 1656. november 8. – Greenwich, 1742. január 14.) angol csillagász, geofizikus, matematikus, meteorológus és fizikus; kiemelkedő polihisztor természettudós. John Flamsteed után ő volt a második királyi csillagász (Astronomer Royal).

## Élete
A Londonhoz közeli (mára hozzá csatolt) Haggerston faluban született az Angliában akkor még használt Julián naptár szerint 1656. október 29-én (a Gergely-naptárban ez november 8.). Apja jól menő szappanfőző, üzletember és földbirtokos volt. A londoni St. Paul iskolában tanult, és már gyermekkorában érdekelte a matematika. 1673-ban az Oxfordi Egyetemre (Queen’s College) ment, de tanulmányait nem fejezte be.
1676-ban Szent Ilona szigetére hajózott, hogy megrajzolja a déli égbolt csillagtérképét. Hazatérve 1678-ban a Royal Society tagjává választották. 1682-ben megnősült, és a ma már ugyancsak Londonhoz tartozó Islingtonban telepedett le. 1682-ben Észak-Londonban saját obszervatóriumot nyitott. 1686 januárjában felfüggesztette tagságát a Royal Society-ben, hogy a Társaság fizetett alkalmazottja lehessen. A következő néhány évben tudományos munkáját a Royal Society-nél vállalt adminisztratív kötelezettségei mellett végezte.
1691-ben Oxfordban megüresedett a csillagászat (Savil-féle) tanszékének vezetői állása. Halley ideális jelölt lett volna, ha az egyházi hatóságok ezt nem gátolták volna a Föld korára vonatkozó nézetei és köztudott ateizmusa miatt. Ő megpályázta ugyan az állást, de pályázatát az egyházi hatóságok ellenállása miatt elutasították. 1703 novemberében kinevezték az Oxfordi Egyetemen a Savil-féle geometria tanszék professzorává. Ez tudományos érdemei mellett jórészt állami szolgálatainak volt köszönhető, de a tisztség elnyeréséhez hozzásegítette az a körülmény is, hogy teológiai ellenfelei addigra meghaltak.
1710-ben az Oxfordi Egyetemtől tiszteletbeli doktori címet kapott. 1720-ban királyi csillagász lett. Greenwichben halt meg 1742-ben. Nem sokkal nyolcvanötödik születésnapja után, 1742. január 14-én halt meg. A ma Londonhoz tartozó Lee St. Margaret templom melletti temetőben nyugszik.

## Munkássága

### Korai megfigyelései
1673-ban, amikor a Queen’s College-ba érkezett, már lelkes csillagász volt, aki az apja által vásárolt műszerekkel némi megfigyelési rutinra is szert tett. Oxfordba is magával vitte néhány műszerét, többek közt egy 24 láb hosszú távcsövet és egy 2 láb átmérőjű szextánst.
Még egyetemi hallgatóként 1675-ben levelezni kezdett a nála alig tíz évvel idősebb John Flamsteeddel, akit 1675 márciusában nevezett ki II. Károly király első királyi csillagásznak az újonnan létesített Greenwich Obszervatórium élére. Beszámolt arról, hogy egyes megfigyelései nem egyeznek egyes csillagászati táblázatok adataival, és valószínűsítette, hogy a táblázatok pontatlanok. Arra kérte Flamsteedet, hogy igazolja az ő megfigyeléseit. Még azon év nyarán meg is látogatta Flamsteedet Londonban, és segített neki a megfigyelésekben, így a június 27-i és december 21-i holdfogyatkozás alatt is.
Halley 1676-ban három tudományos cikket jelentetett meg:
- egyet a bolygók pályáiról,
- egyet arról az eseményről, amikor augusztus 21-én a Hold elfedte a Marsot,
- egyet pedig egy hatalmas napfolt megfigyeléséről 1676 nyarán.

### Csillagkatalógus
Türelmetlenül várta, hogy hírnévre tegyen szert és csillagász karriert fusson be. Tudta, hogy a Királyi Obszervatóriumban Flamsteed első feladata az északi égbolt átvizsgálása volt korszerű eszközökkel, hogy javíthassák a régebbi csillagkatalógusok pontatlanságait. Elhatározta, hogy hasonló megfigyeléssorba kezd a déli égbolton. Apja támogatta az ötletet, és évi 300 font apanázst is adott hozzá. Halley Szent Ilona szigetét választotta, mert az volt Nagy-Britannia akkori legdélibb külbirtoka (d. sz. 15° 57′ 38″, ny. h. 5° 42′ 55″15.960556°S 5.715278°W). Huszadik életévét éppen csak betöltve ezért félbeszakította tanulmányait, és 1676 novemberében elhajózott. Gyorsan szeretett volna eredményt felmutatni, ezért figyelmét a néhány száz legfényesebb csillagra összpontosította. Az expedíció (Szent Ilona borzalmas időjárása ellenére) hatalmas sikert hozott.
1678 tavaszán tért haza, és még az év novemberében megjelent Catalogus Stellarum Australium című katalógusa a déli égbolt 341 csillagának részletes adataival, aminek hatására november 30-án a Royal Society tagjává választották. A király ajánlására az Oxfordi Egyetem kiadta diplomáját (MA, Master of Arts) annak ellenére, hogy a formai követelményeket nem teljesítette. Szent Ilonáról a csillagok katalogizálása mellett megfigyelte a Merkúr átvonulását is a Nap korongja előtt. Ez a megfigyelés megteremtette annak elvi lehetőségét, hogy a parallaxis alapján kiszámítsák a Nap távolságát, de ezek a korai észlelések még nem voltak ehhez elég pontosak.
1679 tavaszán a Royal Society képviseletében Danzigba (ma: Gdańsk, Lengyelország) utazott, hogy ellenőrizze az ott dolgozó Johannes Hevelius pozícióméréseinek pontosságát. Hevelius Tycho Brahe nyomdokain haladva távcső nélkül próbálta a csillagok helyét Tychónál pontosabban meghatározni. Halley Angliába visszatérve kijelentette, hogy a távcsöves megfigyelések sokkal pontosabbak.

### Az 1680-as évek
1680–81 telén fényes üstökös tűnt fel az égen. Először 1680 novemberében látták, amint a Nap felé közeledett, majd eltűnt a Nap ragyogásában. Nemsokára újra feltűnt, a Nap másik oldalán, attól távolodva, és a megfigyelők először úgy gondolták, hogy két külön üstökösről van szó. Flamsteed vetette fel elsőként, hogy egyetlen égitestről lehet szó. Az éjszakai égbolt látványos jelensége London és Párizs utcáiról is tisztán látszott; emberemlékezet óta nem volt az égen ilyen fényes üstökös. Amikor először tűnt fel, Halley éppen nagy európai körutazására indult, így a második megjelenést már a kontinensről figyelhette meg. Franciaországban és Olaszországban is Halley kihasználta az alkalmat, hogy az üstökös kérdését (és más csillagászati problémákat) megtárgyalja neves tudósokkal, köztük Giovanni Cassinivel. Útjáról 1682. január 24-én érkezett vissza Londonba.
A következő két évben részletesen megfigyelte a Holdat, hogy végső adatokat szolgáltasson a földrajzi hosszúság meghatározásához. Ehhez mintegy 18 éven át nagyon pontosan nyomon kellett követni a Hold mozgását, mert ilyen hosszú a Hold csillagos égi háttér előtti vándorlásának egy ciklusa. Ezekben az években sokat levelezett Newtonnal, és többször találkoztak is. 1687-ben Newton rá bízta hatalmas, háromkötetes műve, a Philosophiæ Naturalis Principia Mathematica (A természetfilozófia matematikai alapelvei) kiadásának gondozását. Halley saját pénzéből anyagilag is hozzájárult a könyv kiadásához annak ellenére, hogy abban az időben ő maga is elég nehéz helyzetben volt. Így egyrészt ott bábáskodott a Principia megszületésénél, másrészt saját jogán ő volt a kor Newton után legjelentősebb természettudósa. Legfigyelemreméltóbb munkáit az új században, a newtoni forradalom után alkotta meg.
Szent Ilonán végzett meteorológiai megfigyelései eredményét 1686-ban publikálta. Ebben a munkájában többek között a passzátszéllel és a monszunnal is foglalkozott. Felismerte, hogy a légköri cirkuláció hajtóereje a Nap hője. Megállapította a légnyomás és a tengerszint feletti magasság összefüggését. Megfigyeléseit úttörő jelentőségű módon meteorológiai térképeken is bemutatta.
Kifejlesztett egy olyan búvárharangot, amely lehetővé tette, hogy munkások a tenger alatt közel 20 méter mélyen akár két órát is dolgozhassanak. Az eszköz továbbfejlesztett változata később már 4 órás víz alatti munkát tett lehetővé. Az Admiralitás számára maga is kísérletezett ezzel az eszközzel.
Érdekelte a földmágnesség is, és úgy vélte, hogy ha a Föld mágneses terét helyről helyre pontosan feltérképeznék, az fontos navigációs segítség lehetne. 1690-ben a Royal Society-ben bemutatott egy olyan iránytűt, amelyben a tűt a kilengés csillapítása érdekében folyadékkal töltött házban helyezte el. Megpróbálta feltárni a bibliai özönvíz lehetséges okait, és megkérdőjelezte a Teremtés akkoriban széles körben elfogadott Kr. e. 4004-es időpontját. A tenger sótartalma alapján megbecsülte a Föld korát. Feltételezte, hogy a tengerek vize valaha édesvíz volt, és sótartalma fokozatosan emelkedett, ahogy a folyók a szárazföldekről ásványi anyagokat szállítottak a tengerekbe. Így a Föld korára az Egyház által elfogadott kb. 6000 évnél jóval hosszabb időtartamot kapott, és ez az egyházi hatóságok rosszallását váltotta ki.

### Az 1690-es évek első fele
Egy 1691-ben megjelent cikkében kimutatta, hogy ha több megfigyelő a Föld különböző pontjairól egyidejűleg észlelné a Vénusz átvonulását a Nap korongja előtt, akkor a háromszögelés és parallaxis kombinálásával kiszámíthatnák a Nap távolságát. A Vénusz nagyon ritkán vonul át a napkorong előtt, de az esemény előre jelezhető.
Megpróbálta kitalálni, miként lehetne megmérni az atomok nagyságát. Az ezüstszálak arannyal bevonásához szükséges arany mennyiségéből kiszámította, hogy egy 0,01 inch oldalhosszúságú aranykocka legalább 2433 millió atomot tartalmaz. Minthogy az ezüstszálat körülvevő aranyréteg tökéletesen összefüggő volt, Halley tudta, hogy ezzel jelentősen alulbecsli az atomok tényleges számát. Számításainak eredményét 1691-ben a Royal Society Philosophical Transactions című folyóiratában publikálta.
1692-ben azzal a különös ötlettel állt elő, miszerint a Föld üreges szerkezetű. Elképzelése szerint a Föld külső rétegén, egy 800 km vastag héjon belül két további gömbhéj és egy belső mag helyezkedik el úgy, hogy átmérőik rendre a Vénusz, a Mars és a Merkúr átmérőjével egyezzenek meg. Úgy gondolta, hogy a héjak között légkör található, az egyes héjaknak saját mágneses pólusai vannak, és eltérő sebességgel forognak. Ezzel a különös modellel bizonyos mágneses anomáliákat próbált megmagyarázni. Elképzelhetőnek tartotta azt is, hogy a belső héjak lakottak, és a légkörükből megszökő gázból lesz a sarki fény.
1693-ban kidolgozta és közreadta az első halálozási statisztikai táblázatokat, az életbiztosítási díjak kiszámításának tudományos alapját.

### Tengeri felfedező útjai
Halley 1693-ban a Royal Society egy másik tagjával, Benjamin Middletonnal expedíciót javasolt az Admiralitásnak a földmágnesség mérése és ezáltal a tengeri navigáció javítása érdekében. A javaslatra az Admiralitás lelkesedéssel reagált, és (a királynő) utasítására az expedíció céljaira egy új, kis vitorlás hajót (pink) építettek. A 89 tonna vízkiszorítású, 16 méter hosszú és 5 méter széles Paramourt 1694. április 1-én bocsátották vízre. Felszerelése a következő két évben lassan haladt. Végül 1698-ra a hajó útra készen állt, sőt, immár a Haditengerészet lobogója alatt hajózhatott az új király, III. Vilmos személyes védnöksége alatt, ágyúkkal és haditengerészekkel a fedélzetén. Az expedíció irányítójaként Halley-t kinevezték a Királyi Haditengerészet parancsnokává, sőt, engedélyt kapott a hajó parancsnoki tisztének tényleges ellátására is. (A Haditengerészet teljes történetében ő volt az egyetlen, aki nem tengerészként tényleges parancsnoki tisztségre kapott engedélyt a Haditengerészet valamelyik hajóján.) Ez volt a Haditengerészet történetében az első, tisztán tudományos célú küldetés.
A felkészülés alatt, 1695-ben tökéletesítette a Mercator-féle térképvetületi rendszert. Az 1698. október 20-án megkezdett utazás nem volt zökkenőmentes, és a konfliktusok fő forrása az volt, hogy a hajó hivatásos tisztjei vonakodtak a civil kapitány parancsait teljesíteni, sőt, 1699 tavaszán nyíltan ellenszegültek. Halley magabiztosan hazavezette a hajót. 1699. június 28-án érkeztek vissza Angliába, de szeptember 16-án ismét tengerre szállt, hogy mágneses méréseket végezzen egészen a déli szélesség 52. fokáig (nagyjából Dél-Amerika déli csúcsával azonos szélességig). Erről az útjáról 1700. augusztus 27-én érkezett vissza Plymouthba. 1701-ben a Paramour fedélzetén a La Manche-csatorna árapályának tanulmányozására indult, ám nincs kizárva, hogy az expedíciónak emellett ki kellett kémkednie, milyenek a franciák parti erődítményei. 1702-ben Anna királynő Halleyt Ausztriába küldte, hogy tanácsokat adjon az adriai tengeri erődítmények építéséhez. Az Atlanti-óceánon végzett mágneses méréseinek eredményeit 1701-ben General Chart of the Variation of the Compass címmel publikálta.

### Az égitestek pályája
Halley érdeklődése már a Paramour útjai előtt egyre inkább az üstökösök felé fordult. Levelezett erről Newtonnal.
Newton módszerével kiszámította az 1607 és 1682 között észlelt 24 üstökös pályáját, és kimutatta, hogy jelentős hányaduk Newton gravitációs erőtörvényével összhangban ellipszis alakú pályán mozog a Nap körül. A történelmi feljegyzések alapján gyanította, hogy az 1682-ben megfigyelt üstököst előtte már legalább háromszor (1456, 1531 és 1607), 75 vagy 76 éves időközönként megfigyelték. 1705-ben kiadta A Astronomiae Cometiae Synopsis (Az üstökösök csillagászatának összefoglalása) című könyvét, ami a leghíresebb munkája lett. Ebben a könyvben jósolta meg, hogy az 1682-ben megfigyelt üstökös – Newton törvényeinek engedelmeskedve – „valamikor az 1758. esztendő tájékán” vissza fog térni.
1716-ban visszatért a Vénusz átvonulásainak kérdésre, és kiszámította, hogy a következő két ilyen esemény 1761-ben, illetve 1769-ben lesz. Részletes útmutatást adott a szükséges megfigyelésekhez és számításokra.

### A csillagok sajátmozgása
Időközben a Királyi csillagász Flamsteed szorgalmasan gyűjtötte mérési adatait a csillagok pozícióiról, de ezeket az eredményeket nem publikálta. Csak 1710-ben, Anna királynő közvetlen utasítására adta át az adatokat a Royal Society képviselőinek. Ezeket Halley rendezte sajtó alá, és 1712-ben adta ki őket. Flamsteeed csillagkatalógusa mintegy 3000 csillag pozícióját tartalmazta, 10 ívmásodperc pontossággal.
Halley össze tudta hasonlítani Flamsteed csillagpozícióit a Hipparkhosz által a Kr. e. 2. században összeállított, jóval kisebb és pontatlanabb katalógus adataival. Megállapította, hogy a Hipparkhosz által megadott csillagpozíciók többsége nagyon jól egyezik Flamsteed adataival. Néhány csillag Flamsteed által mért pozíciója azonban annyira eltért a 2000 évvel korábban megfigyelttől, hogy azt nem lehetett az ókori megfigyelők számlájára írni. A fényes Arcturus például a 18. században több mint egy fokkal látszott odébb, mint ahol a görögök idején. Ebből csak arra tudott következtetni, hogy egyes csillagok Hipparkhosz kora óta ténylegesen, fizikailag elmozdultak az égbolton, tehát már 1718-ban felfedezte és kimutatta a csillagok sajátmozgását. A csillagok elmozdulásai arról tanúskodtak, hogy a csillagok a háromdimenziós térben szétszórtan, különböző távolságra vannak tőlünk.
1720-ban több kollégájával megpróbálta tudományos módszerrel meghatározni a Stonehenge-i kőépítmény korát. Feltételezték (helytelenül), hogy az építők mágneses iránytűt használtak, és ebből háromféle kort is kiszámítottak. Eredményeik több ezer évvel tértek el az építmény ma ismert korától; tudománytörténeti jelentősége, hogy ez volt az első tudományos igényű kormeghatározás.
Amikor Flamsteed 1719-ben meghalt, az akkor 63 éves Halley követte őt a Királyi Csillagász tisztségében; kinevezését 1720. február 9-én kapta meg. Az idős Halley számos megfigyelési programot hajtott végre, egyebek között befejezte a Hold egy teljes, 18 éves ciklusának megfigyelését (bár ez időközben elveszítette tudományos jelentőségét).

### Tudományos öröksége
Halley két tudományos előrejelzést hagyott az utókorra. Egyrészt megjósolta, hogy a legutóbb 1682-ben megfigyelt fényes üstökösnek 1758-ban vissza kell térnie a Föld közelébe. Az égitestet 1758 karácsonyán pillantották meg, a Nap közelében 1759. március 13-án haladt el. Halley számításai tehát helyesnek bizonyultak. Ez egyúttal Newton gravitációelméletének és a mechanika Principiában kifejtett törvényeinek nagyszerű igazolása is lett. Az égitestet Halley-ről nevezték el (az újabb üstökösök felfedezőjük nevét viselik), így a Halley-üstökös lett az első ismert periodikus üstökös, az 1P/Halley. (Legutóbb 1986-ban járt napközelben, legközelebbi visszatérése 2061-ben esedékes.)
Másik tudományos előrejelzése a Vénusz átvonulására vonatkozott. A Halley által kiszámított jelenséget 1761-ben és 1769-ben világszerte több mint hatvan helyről észlelték (Hell Miksa és Sajnovics János például a dániai, ma Norvégiához tartozó Vardő szigetéről. Az összehangolt észleléseknek köszönhetően a Halley által fél évszázaddal korábban kidolgozott módszer segítségével ki lehetett számítani a Nap távolságát. Eredményül 153 millió kilométernek megfelelő értéket kaptak, ami lenyűgözően pontos érték (a tényleges 149,6 millió kilométer) Halley tehát legjelentősebb csillagászati felfedezését 27 évvel halála után érte el.

## Róla nevezték el
- Halley-üstökös
- Halley-kráter - 36 km átmérőjű kráter a Hold felénk forduló oldalán
- Halley-kráter (Mars)
- a 2688 Halley kisbolygó, amelyet Edward L. G. Bowell 1982. április 25-én fedezett fel
- Halley-kutatóállomás (Antarktisz)

## Főbb művei
- Catalogus stellarum australium. – London: s.n., 1679
- Methodus directa geometrica investigandi excentricitates planetarum (1677)
- An account of the cause of the change of the variation of the magnetical needle with an hypothesis of the structure of the internal parts of the earth: as it was proposed to the Royal Society in one of their later meetings., Philosophical Transactions of the Royal Society of London 17 (1692) 563–578
- A new, exact and easie method of finding the roots of any equations generally, and that without andy previous reduction, Philosophical Transactions no. 210, May 1694
- Some Account of the Ancient State of the City of Palmyra, with Short Remarks upon the Inscriptions Found there., Philosophical Transactions Volume 19 (1695) pp. 160–175
- A New and Correct CHART Shewing the VARIATIONS of the COMPASS in the WESTERN & SOUTHERN OCEANS: as Obserserved in the Year 1700 by his Ma.ties Command; [ajánlás:] Majestati semper Augustae GULIELMI III D. G. MAGNAE BRITANNIAE FRA. & HIB. Regis Invictißimi Tabula haec Hydrographica VARIATIONUM MAGNETICARUM INDEX Devotissime Consecratur; London 1701
- An Advertisement, necessary to be observed in the navigation up and down the Channel of England / Communicated by a Fellow of the Royal Society, London 1701 (E. Halley ajánlásával)
- Apollonii Pergaei De sectione rationis libri duo ex arabico msto latine versi. Accedunt ejusdem De sectione spatii libri duo restituti. Opus analyseos geometricae studiosis apprime utile, Oxford 1706
- An Account of the Late Surprizing Appearance of the Lights Seen in the Air, on the Sixth of March Last; With an Attempt to Explain the Principal Phaenomena thereof; As It Was Laid before the Royal Society by Edmund Halley, J. V. D. Savilian Professor of Geom. Oxon, and Reg. Soc. Secr, Philosophical transactions, xxix (1716), 406–428
- Lectures read in the School of Geometry in Oxford, concerning the geometrical construction of algebraical equations, and the numerical resolution of same by the compendium of logarithms, London 1717
- A new and correct draught of the Channell between England and France, shewing the sands, shoales, depth of water and anchorage on the said coasts with the setting of the Tydes and the time of High Water as observed by Capt. E. Halley, London 1720
- Tabulae astronomicae. – London: s.n., 1749